# Кулић
Кулић је презиме више познатих особа:
- Марко Кулић (1914—1941), народни херој
- Мирко Кулић (1957), професор
- Живко Кулић (1954), професор
- Зоран Кулић
- Милан Кулић
- Славко Кулић